# 한국온실작물연구소
한국온실작물연구소는 현장애로 기술의 연구개발, 교육, 지도 등을 통해 원예산업발전에 기여 목적으로 1995년 6월 30일 설립된 대한민국 농림수산식품부 소관의 사단법인이다. 사무실은 전라남도 담양군 수북면 개동리 542-5에 있다.

## 주요 사업
- 농작물의 생산, 유통과 관련된 품질인증, 연구개발, 농업인교육 및 컨설팅사업
- 시설설치 및 자동화를 위한 자재, 기기, 장치, 시스템 개발등의 공동 연구 용역사업
- 농작물 연구와 관련된 학술발표, 세미나개최, 연구보고서 및 간행물발간
- 농산업 관련단체 및 업체에 대한 창립, 운영컨설팅
- 농업생산시설 모형설계 및 개발, 경영분석등 연구용역사업